# Øjvind Ørn
 Øjvind Ørn  er "Den onde opfinder af grimme og skadelige ting" og Georg Gearløs' rival og ærkefjende på grund af misundelse. Han tåler ikke hvis hans rival får succes og gør derfor alt for at forpurre det. Han har dog svært ved selv at lave nogen særligt succesrige opfindelser, for han er først den mest geniale opfinder af de to, når Gearløs har fiasko. Øjvind Ørn er siden blevet brugt som skurk i  Mickey Mouse-historier.